# Yasuo Manaka
Yasuo Manaka (眞中 靖夫?, Manaka Yasuo; Prefettura di Ibaraki, 31 gennaio 1971) è un ex calciatore giapponese, di ruolo attaccante.